# Ožanka hroznatá
Ožanka hroznatá (Teucrium botrys) je drobná jednoletá bylina z čeledi hluchavkovitých. Je původní rostlinou v české květeně, patří zde ke vzácným, ohroženým druhům.

## Popis

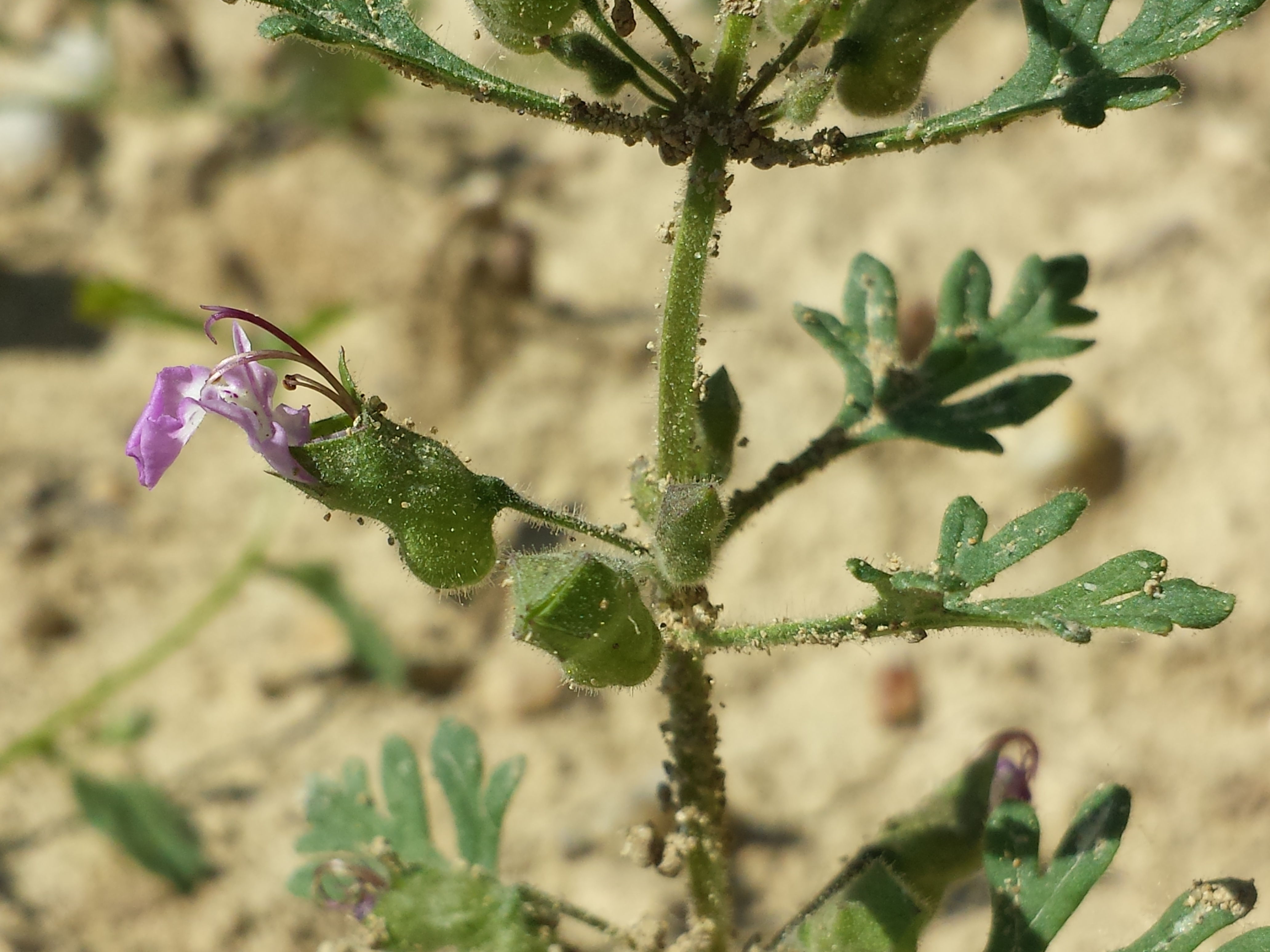
Detailní záběr na květ a listy; dobře je vidět břichatě vydutý kalich

Jednoletá, vzácně i dvouletá bylina, dorůstající výšek zpravidla 10–30 cm, s přímou, jednoduchou nebo větvenou lodyhou. Listy jsou vstřícné, dvojnásobně peřenosečně členěné, s celokrajnými úkrojky, na rubu jsou šedé a lepkavé. Celá rostlina je hustě žláznatě pýřitá a aromatická. Květy jsou oboupohlavné, zygomorfní; člení se na mírně dvoupyský trubkovitý kalich, který je u tohoto druhu na bázi vespodu břichatě vydutý, a růžově fialovou korunu charakteristického tvaru, kdy horní pysk je nápadně potlačený a jeho cípy přirůstají k pysku spodnímu, který se potom jeví jako pěticípý. Z korunní trubky vyčnívají čtyři tyčinky. Květy jsou uspořádány do lichopřeslenů po 2–4, které jsou podepřeny listům podobnými listeny, a ty dále do řídkého lichoklasu. Rostlina kvete od července do září až října, opylována je zpravidla hmyzem; plody jsou kulovité či obvejčité tvrdky. Rozmnožuje se výhradně generativně, ploidie druhu je 2n=32.

## Ekologie a rozšíření
Výrazně světlomilná a dosti teplomilná rostlina, rostoucí pouze na plně osluněných místech, většinou v podmínkách bohatých na vápník. Typicky se vyskytuje na stavnovištích jako jsou suché, výslunné, kamenité až štěrkovité stráně, vápnité osypy a pohyblivé sutě, náspy, vinice nebo suché trávníky na skalních výchozech, tedy místa s měllkými, vysychavými, zásaditými půdami.
Celkový areál rozšíření zahrnuje západní, střední a jihovýchodní Evropu; na severu se vyskytuje po jižní Anglii a Polsko, na východě po západní Ukrajinu, na jihozápadě se vyskytuje ve Španělsku, udávána je také z Alžírska a Maroka. V České republice se většina lokalit objevuje v termofytiku, hojnější je v Čechách, převážně v Českém krasu, Českém středohoří, na Křivoklátsku nebo na vápencových lokalitách v předhůří Šumavy. Na Moravě roste daleko méně, pouze na Květnici u Tišnova, v okolí Moravského Krumlova nebo Mikulova. V Červeném seznamu ohrožených druhů ČR je řazena do kategorie C3, zákonem chráněna však není.